# Läkartidningen
Läkartidningen est une revue médicale suédoise qui paraît depuis 1965. Elle est publiée par la Sveriges Läkarförbund (Association médicale suédoise), une organisation fondée en 1904.